# 2451 Dollfus
A 2451 Dollfus (ideiglenes jelöléssel 1980 RQ) a Naprendszer kisbolygóövében található aszteroida. Edward L. G. Bowell fedezte fel 1980. szeptember 2-án.